# Барто, Агния Львовна
А́гния Льво́вна Барто́ (урождённая Во́лова; 4 (17) февраля 1901, Ковно, Российская империя — 1 апреля 1981, Москва, СССР) — русская советская детская поэтесса, писательница, киносценарист, радиоведущая; лауреат Сталинской премии второй степени (1950) и Ленинской премии (1972).

## Биография
Родилась 4 февраля (по старому стилю) 1901 года в Ковно в образованной еврейской семье. Её отец, Лев Николаевич (Абрам-Лев Нахманович, Абрам Нахменович) Волов (1871—1924), родом из Шавлей, был ветеринарным врачом. Мать, Мария Ильинична (Эльяшевна-Гиршовна) Волова (урождённая Блох; 1881—1959, родом из Ковно), занималась домашним хозяйством. Родители заключили брак 16 февраля 1900 года в Ковно. Брат матери — известный врач-оториноларинголог и фтизиатр Григорий Ильич Блох (1871—1938), в 1924—1936 годах директор горловой клиники Института климатологии туберкулёза в Ялте (ныне НИИ физических методов лечения и медицинской климатологии им. И. М. Сеченова); писал детские просветительские стихи.
Отец после окончания университета в 1895 году и до 1902 года был вольнопрактикующим ветеринарным врачом в городе Тара Тобольской губернии. В 1902 году семья поселилась в Москве и поначалу жила в доме Коровина на Долгоруковской улице; отец работал ветеринарным врачом и на протяжении многих лет состоял членом (позже помощником секретаря) Московского отделения Общества покровительства животным, а также созданного под его эгидой общества этического отношения к животным «Майский Союз». Родители меняли место жительства — дом Муратова на Садовой-Триумфальной улице (1903), дом Бородина на Садовой-Каретной улице (1904—1911), пока в 1912 году не обосновались на Малой Никитской улице, № 15, где семья жила и на протяжении 1920-х годов (квартира 25).
Училась в гимназии и одновременно в балетной школе Лидии Нелидовой. Затем поступила в хореографическое училище и после его окончания в 1924 году в балетную труппу, где работала около года.
Первым мужем Агнии Воловой в 1926 году стал поэт Павел Барто, с которым она поселилась на Воронцовом Поле, дом № 42, кв. 15. Совместно с ним она написала три стихотворения — «Девочка-рёвушка», «Девочка чумазая» и «Считалочка». В 1927 году у них родился сын Эдгар (Гарик), а через 6 лет супруги развелись.
Вторым мужем Барто был теплоэнергетик, член-корреспондент АН СССР Андрей Владимирович Щегляев; дочь — кандидат технических наук Татьяна Андреевна Щегляева (род. 1933).
Во время Великой Отечественной войны Агния Барто с семьёй была эвакуирована в Свердловск. Там ей пришлось освоить профессию токаря. Премию, полученную во время войны, она отдала на строительство танка. В 1944 году они вернулись в Москву. Сын Гарик погиб 4 мая 1945 года в возрасте 18 лет — был сбит грузовиком во время катания на велосипеде в Лаврушинском переулке.
Умерла 1 апреля 1981 года. Похоронена в Москве на Новодевичьем кладбище (участок № 3).

## Творчество
В 1924 году на показательном концерте выпускников хореографического училища присутствовал нарком просвещения Луначарский. Он обратил внимание на исполнение стихов Агнией и через несколько дней пригласил её на приём к себе в наркомат, где посоветовал ей стать поэтессой.
Первые опубликованные стихотворения «Китайчонок Ван Ли» и «Мишка-воришка» (1925). Сборники «Стихи детям» (1949), «За цветами в зимний лес» (1970).
В 1964—1973 годах вела на радиостанции «Маяк» программу «Найти человека» о поисках семей детей, потерявшихся во время Великой Отечественной войны. Благодаря этой передаче были восстановлены связи между членами почти тысячи советских семей. На основе программы была написана прозаическая книга «Найти человека» (1968). Позже формат программы был взят за основу телевизионной программы «Жди меня».
Книга «Записки детского поэта» (1976).
Автор сценариев кинофильмов «Подкидыш» (совместно с Риной Зелёной, 1939), «Слон и верёвочка» (1945), «Алёша Птицын вырабатывает характер» (1953), «10000 мальчиков» (1961). Сотрудничала с киножурналом Ералаш, написав юмористический рассказ «Позорное пятно», который вышел в первом выпуске киножурнала.

### Стиль
Большинство стихов Агнии Барто были написаны для детей-дошкольников или младших школьников. Стихи отличаются простотой чтения и запоминания. Через них автор на равных обращалась к ребёнку простым языком без лирических отступлений и описаний. Все персонажи в стихах называются по именам: «Мы с Тамарой», «Кто не знает Любочку», «Наша Таня громко плачет», «Володин портрет», «Лёшенька, Лёшенька, сделай одолжение».

## Общественная позиция
Во второй половине 1920-х годов Агния Барто рассматривалась как левый попутчик.
В 1930 году Агния Львовна Барто подписала обращение писателей к Горькому, где сказки Чуковского обвинялись в буржуазности и неактуальности. Например, строчку из «Мойдодыра»: «А нечистым трубочистам стыд и срам…», — рассматривали как вредную для советских детей. Также приняла участие в процессе против дочери Чуковского — Лидии Чуковской, которую впоследствии в 1974 году исключили из Союза писателей после обвинения в нарушении устава, согласно которому писатели должны были создавать произведения, «достойные великой эпохи социализма».
В 1936 году, после всеобщего осуждения выступления Бориса Пастернака в дискуссии о формализме, Барто выступила в его защиту. В 1971 году на заседании секретариата Союза писателей по вопросу об исключении из его рядов Александра Галича, Барто проголосовала за исключение барда, хотя во время обсуждения высказывала предложение «проявить великодушие». По некоторым данным, противоречащим протоколу заседания, вместе ещё с тремя писателями сначала проголосовала против исключения, но затем изменила своё решение. Выступила в печати с разгромной рецензией на творчество Даниэля (процесс Синявского и Даниэля).

## Семья
Бабушка со стороны матери — Двейра Ароновна Блох (в девичестве Дембо, 1839—1922) — приходилась родной сестрой известному физиологу и гигиенисту, доктору медицины Исааку Дембо (1848—1906), отцу правоведа Льва Дембо и гигиениста Григория Дембо.
Двоюродный брат — журналист Владимир Дембо (1887—1937, расстрелян), автор книг «Бессарабский вопрос» (1924) и «Кровавая летопись Бессарабии» (1924), ответственный секретарь редакции журнала «Красная Бессарабия».
Троюродные брат и сестра — один из основоположников спортивной кардиологии Александр Дембо (1908—1995); психолог Тамара Дембо.

## Награды и премии
- Сталинская премия второй степени (1950) — за сборник «Стихи детям» (1949)
- Ленинская премия (1972) — за книгу стихов «За цветами в зимний лес» (1970) (Премия за произведения для детей)
- орден Ленина (16.2.1976)
- орден Октябрьской Революции
- два ордена Трудового Красного Знамени (16.2.1956; 22.2.1966)
- орден «Знак Почёта» (31.1.1939)
- медаль «Шахтёрская слава» I степени[38]
- медаль Н. К. Крупской[38]
- орден Улыбки
- Международная Золотая медаль имени Льва Толстого «За заслуги в деле создания произведений для детей и юношества» (посмертно).

## Адреса
Москва, Лаврушинский переулок, д. № 17 — «Дом писателей» (1937, 1948—1950, архитектор И. Н. Николаев)

### Собрания сочинений
- Агния Барто Собрание сочинений : в 3 т. — Предисл. В. Смирновой. — М.: Детская литература, 1969—1971.
- Агния Барто Собрание сочинений : в 4 т. — Отв. ред. Л. Левин. — М.: Художественная литература, 1981—1984. — 50 000 экз.
  - Т. 1. Проза. — Предислов. С. Баруздина. — М.: Худож. лит., 1981. — 494 с.: портр.; цв. ил.
  - Т. 2. Стихи и поэмы. — М.: Худож. лит., 1981. — 558 с.: цв. ил.
  - Т. 3. Стихи и поэмы. — М.: Худож. лит., 1983. — 558 с.: ил.; цв. ил.
  - Т. 4. Драматургия. Публицистика. — М.: Худож. лит., 1984. — 430 с.
- Агния Барто Собрание сочинений : в 3 т. — Уфа: Башкортостан, 1994. (Библиотека мировой литературы для детей)

## Экранизации произведений
Фильмы, снятые по сценариям Агнии Барто
- «Подкидыш» — фильм 1939 года киностудии «Мосфильм»
- «Слон и верёвочка» — фильм 1945 года киностудии «Союздетфильм»
- «Алёша Птицын вырабатывает характер» — фильм 1953 года киностудии «Ленфильм»
- «Десять тысяч мальчиков» или «10000 мальчиков» — фильм 1961 года Киностудия имени М. Горького
- «От семи до двенадцати» — фильм 1965 года киностудии «Мосфильм»
- «Ищу человека» — фильм 1973 года Киностудия имени М. Горького
- «Ералаш» — выпуск № 1, сюжет «Позорное Пятно» 1974 года Киностудия имени М. Горького

Мультфильмы, созданные по стихам Агнии Барто:
- «Две иллюстрации» — кукольный двухсюжетный мультфильм 1962 года (первый сюжет «Девочка-рёвушка» по стихотворению писателя).
- «Снегирь» — рисованный мультфильм 1983 года по одноимённому произведению писательницы («Союзмультфильм»).
- «Волшебная лопата» — рисованный мультфильм 1984 года по стихам писателя, снятый ТО «Экран».
- «Мы с Тамарой» — российский 2D-компьютерный мультфильм, современная интерпретация стихотворения писателя. Фильм участвовал в конкурсной программе фестиваля Суздаль-2004.

## Память
- Имя Агнии Барто присвоено малой планете (2279) Барто, расположенной между орбитами Марса и Юпитера, а также одному из кратеров на Венере.

#### Документалистика
- 2013 — Документальный фильм «Всё равно его не брошу. Агния Барто» (реж. В. Спиридонов), телеканал «Культура»[41].

##### Телевидение
- 1986 — Выпуск детской телепередачи «Будильник», посвящённый стихам Агнии Барто. Стихи инсценировали Наталья Назарова, Юрий Богатырёв и Авангард Леонтьев[42].

##### Памятники
- 6 мая 2022 года по инициативе писателя Дмитрия Карасюка литейная мастерская Ивана Дубровина установила в центре Екатеринбурга скульптуру в память о пребывании в Свердловске детской писательницы Агнии Барто, эвакуированной с семьёй на Урал в годы Великой Отечественной войны. Памятный знак представляет собой грустного бронзового зайку, сидящего на скамейке в сквере на центральной площади 1905 года (скульптор Фёдор Петров). Знак установлен неподалёку от дома, где в 1941—1943 годах жила семья писательницы[43].